# الیاس هاول
الیاس هاول (زاده ۱۶ آوریل ۲۰۰۳) یک بازیکن فوتبال اهل اتریش است. که در پست مهاجم برای باشگاه فوتبال هارتبرگ بازی می‌کند.